# 布賴特格里斯科格爾山

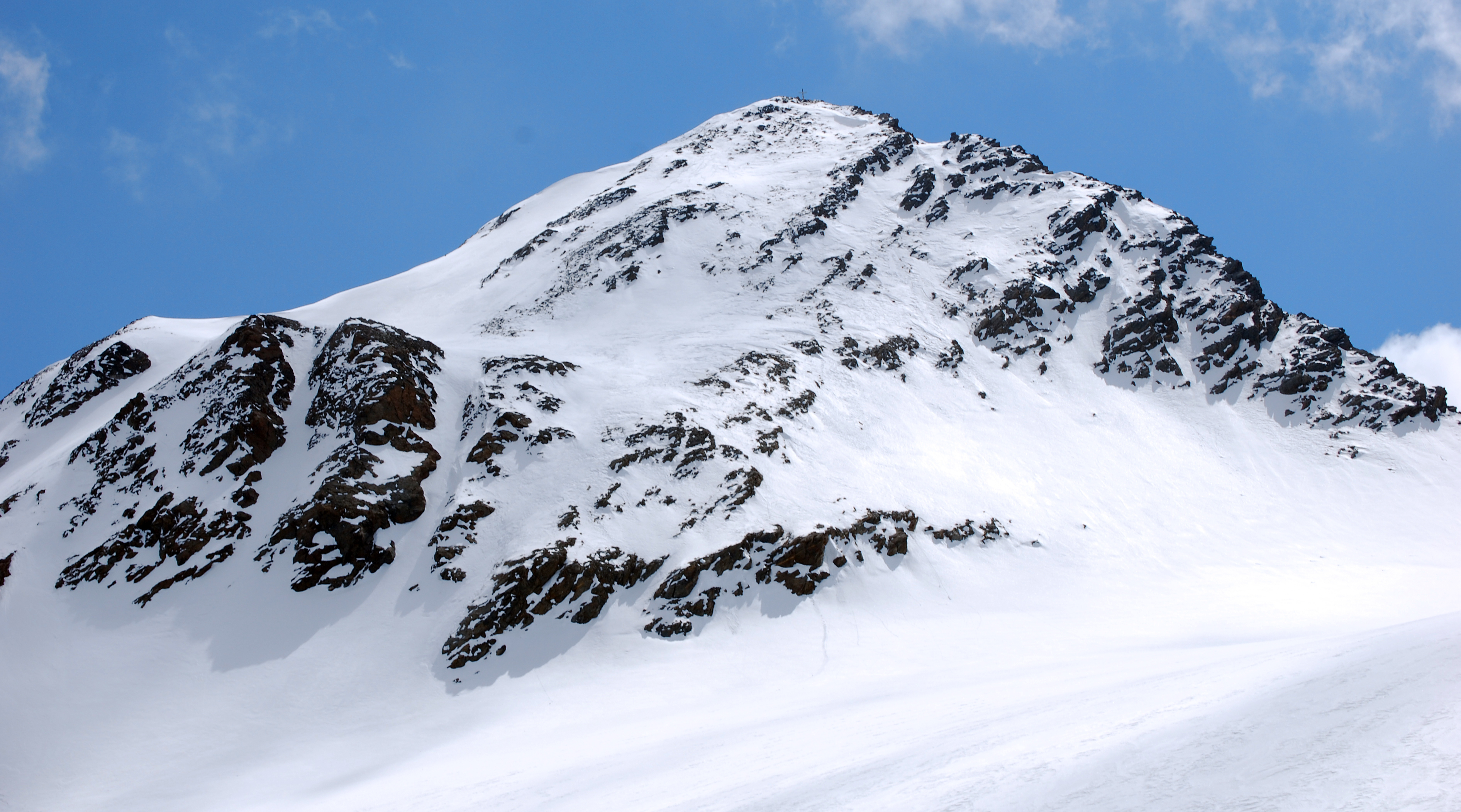

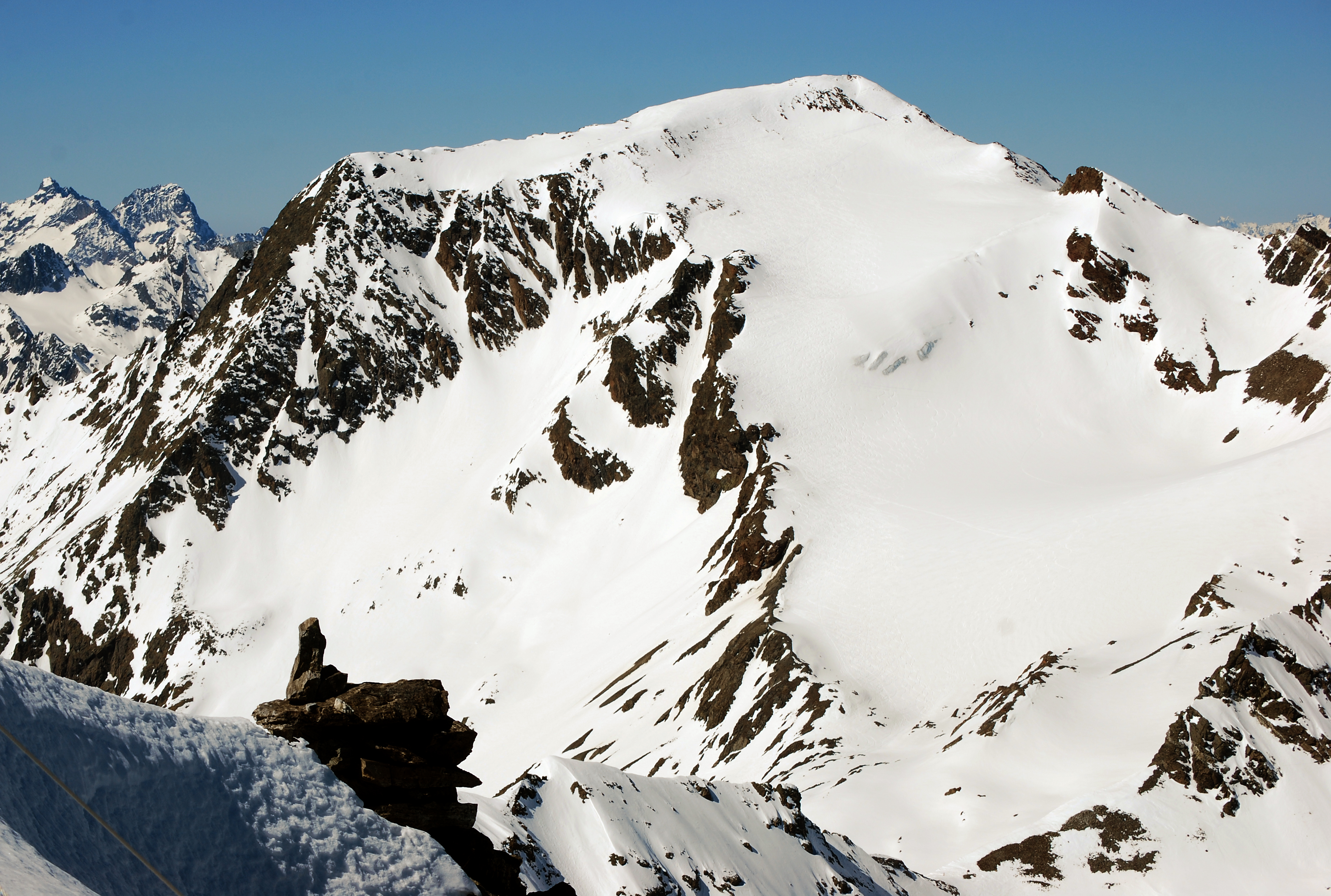

47°6′5″N 11°1′22″E / 47.10139°N 11.02278°E
布賴特格里斯科格爾山（德語：Breiter Grießkogel），是奧地利的山峰，位於該國西部，由蒂羅爾州負責管轄，屬於斯圖拜阿爾卑斯山脈的一部分，距離施拉爾科格爾山0.9公里，海拔高度3,287米，每年平均降雨量1,666毫米，人類在1881年首次登頂。